# Bergstenfrö
Bergstenfrö (Glandora diffusa) är en strävbladig växtart som först beskrevs av Mariano Lagasca y Segura, och fick sitt nu gällande namn av D.C.Thomas. Enligt Catalogue of Life ingår Bergstenfrö i släktet bergstenfrön och familjen strävbladiga växter, men enligt Dyntaxa är tillhörigheten istället släktet bergstenfrön och familjen strävbladiga växter. Arten förekommer tillfälligt i Sverige, men reproducerar sig inte. Inga underarter finns listade i Catalogue of Life.